# Mehn
Mehn är en klan i Liberia. Den ligger i regionen Montserrado County, i den västra delen av landet, 50 km nordost om huvudstaden Monrovia.